# Emanuel Zíma
Emanuel Zíma (19. prosince 1881, Příbram – 8. dubna 1963, Praha) byl Čech, který pracoval jako domovník a údržbář v Budapešti v Maďarsku ve 20. století. Společně se svým synem Josefem zachránili třináct Židů před nacismem za druhé světové války.

## Život a záchrana Židů
Emanuel Zíma se narodil roku 1881 v Příbrami. Se svou manželkou se roku 1908 přestěhoval do Budapešti a tam se jim narodil syn Josef a dcera Ede. Emanuel zkoušel mnoho profesí a nakonec začal pracovat od roku 1928 na československé ambasádě jako údržbář. V rámci svého povolání vytápěl budovu, působil jako vrátný a také například vyměňoval žárovky. Po vzniku protektorátu Čechy a Morava roku 1939 budovu zabrali nacisté. Téměř všichni zaměstnanci museli odejít, ale Zíma mohl jako potřebný údržbář zůstat. Práce byla pro Zímu náročná, bylo mu již šedesát let a musel se ještě k tomu starat o nemocnou manželku. Nakonec musel být vlivem vyčerpání hospitalizován a v nemocnici mu pomohla židovská doktorka Mária Flammová. Jako poděkování za její péči jí Zíma nabídl, že se na něj může kdykoliv obrátit, pokud by potřebovala.
V Maďarsku od jara 1944 začaly probíhat deportace Židů do vyhlazovacího tábora v Osvětimi. Během dvou měsíců tam bylo převezeno přes 400 tisíc Židů. Zíma poskytl úkryt třinácti Židům, mezi nimiž byla i Mária Flammová se svou rodinou a bratislavský obchodník Aron Grünhut, jenž také přispěl k záchraně Židů. Zíma je ukrýval v nevelkém sklepě ambasády několik měsíců, i když to bylo velice riskantní. Obstarával jim jídlo, léky a všechno potřebné. Všichni, jež ukrýval, se dožili konce války.
Po skončení války tři z lidí, jež Zíma ukrýval, emigrovali do Izraele, kde požadovali pro Emanuela Zímu a jeho syna Josefa titul Spravedlivý mezi národy. Toto ocenění získali lidé nežidovského původu, kteří pomohli zachraňovat Židy. Tehdy se ale nepodařilo Zímu a Josefa najít, a proto jim byl titul udělen roku 1971 pouze symbolicky. Až o 40 let později, kdy tento příběh odhalil reportér Martin Mozer, bylo ocenění předáno Zímovým potomkům.

### Odhalení příběhu
Reportér Martin Mozer se zabýval Nicholasem Wintonem a objevil, že jedno ze zachráněných dětí, jež se dostala transportním vlakem do Anglie, bylo synem Arona Grünhuta, kterého zachránil právě Emanuel Zíma, a tak Mozer začal pátrat více do hloubky. Zjistil, že po válce se Zíma se synem přestěhovali do Prahy. Snažil se najít adresu jejich potomků a až po velmi dlouhém a náročném výzkumu našel jejich adresu v Budapešti. Byli naprosto překvapení, že jejich prapradědeček se zachoval takto hrdinsky. Roku 2014 za něj převzali jeho ocenění.